# Christmas Pudding

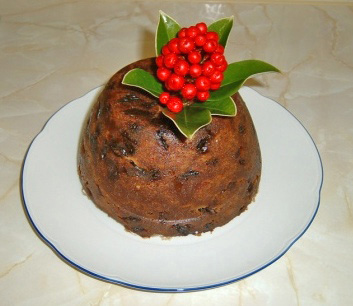
Christmas Pudding

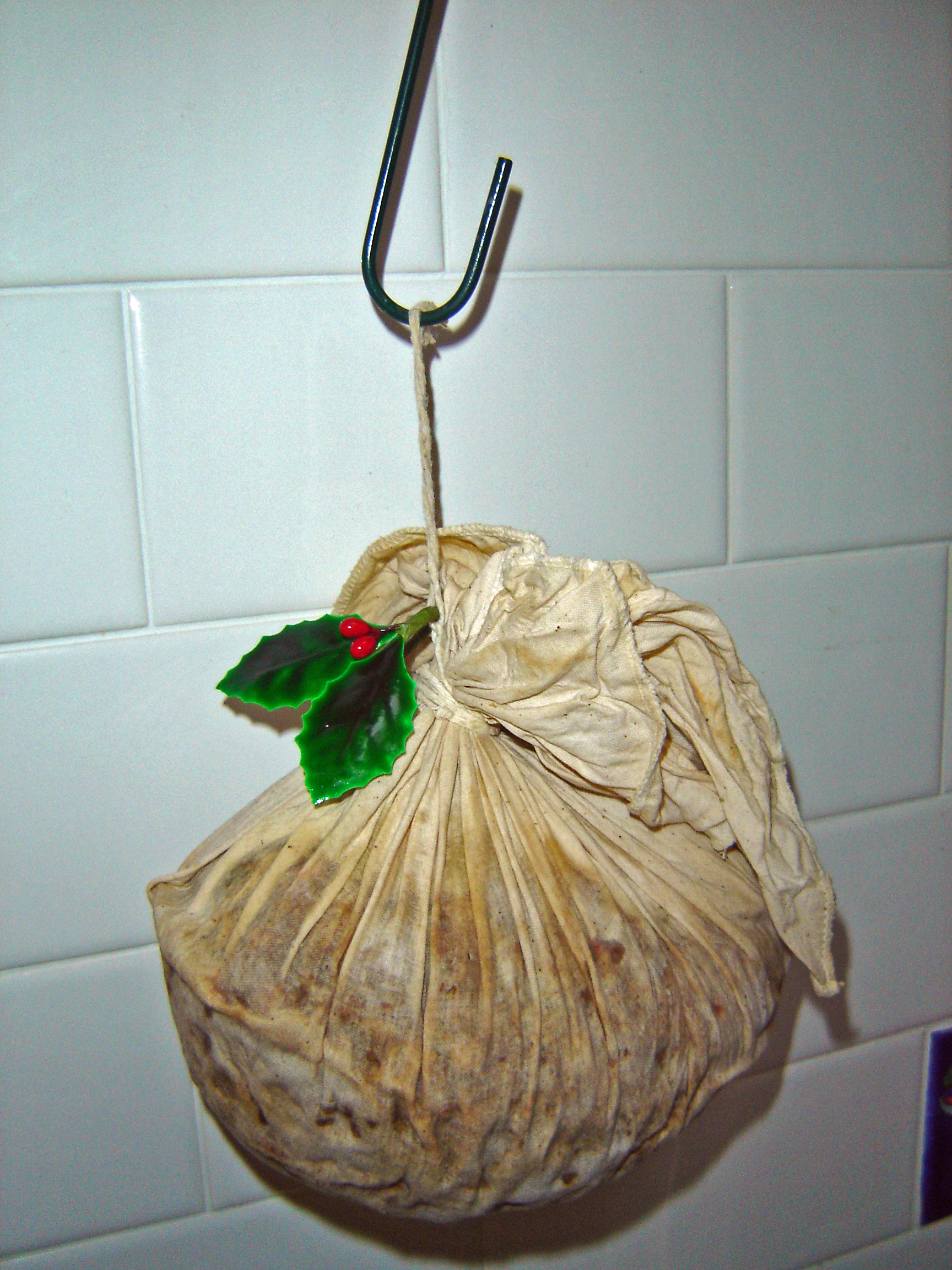
Pudding im Tuch

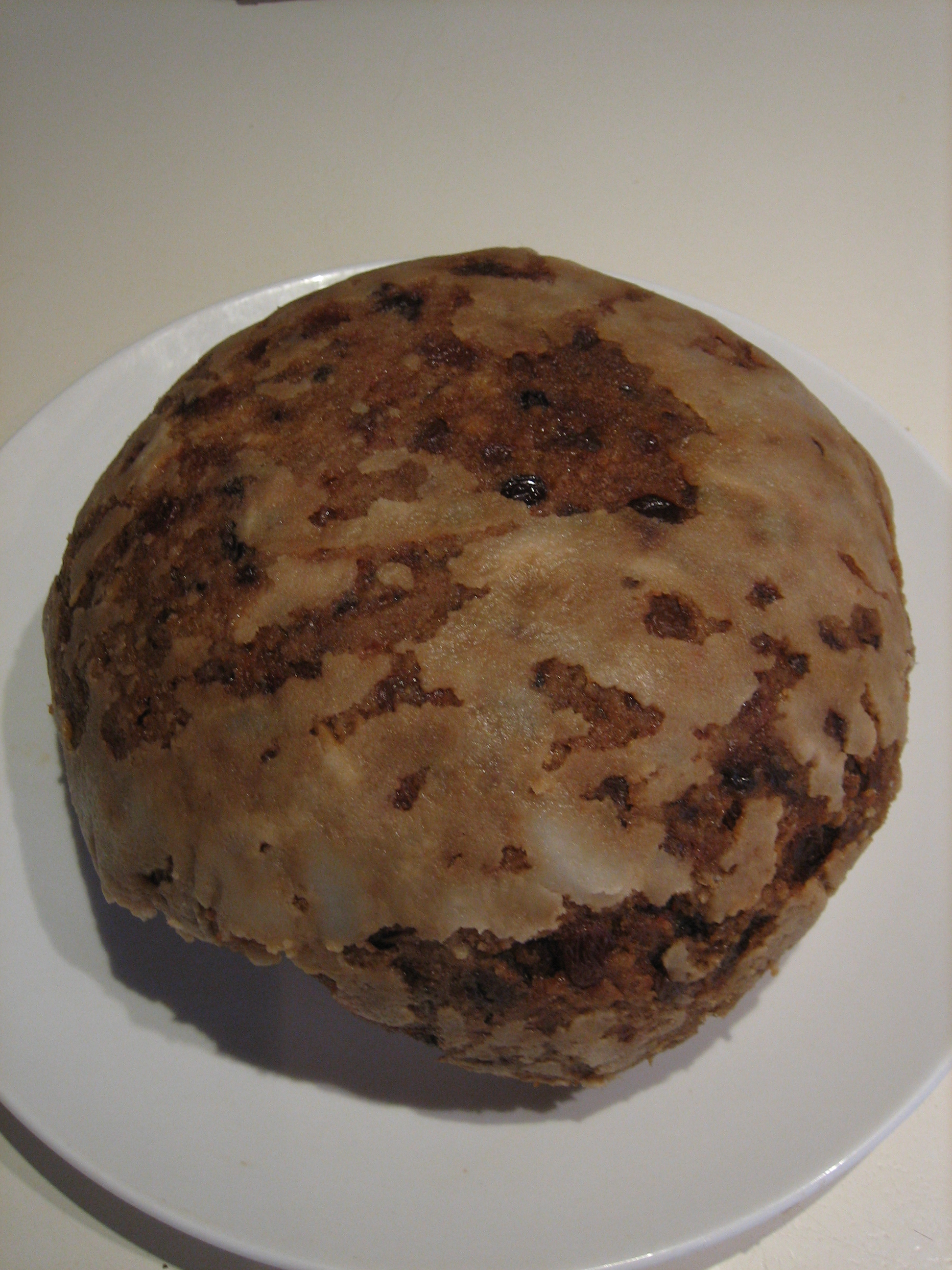
Ein traditionell im Tuch gekochter Christmas Pudding

Christmas Pudding ist ein Gericht, das traditionell in Großbritannien, Irland und einigen Ländern des Commonwealth am ersten Weihnachtsfeiertag serviert wird. Im Gegensatz zu deutschen Puddings handelt es sich bei dem englischen Gericht ursprünglich nicht um eine Süßspeise. Die deutsche (identisch mit der englischen) Bezeichnung für diese Speisen firmiert als Spezialität unter den Oberbegriffen Serviettenkloß und Mehlbeutel.

## Zubereitung
Christmas Pudding ist ein gekochter bzw. gedämpfter Pudding und enthält unter anderem Trockenobst (z. B. Rosinen), Nüsse und üblicherweise Rindernierenfett, wobei dieses auch durch pflanzliches Fett ersetzt wird. Der meist dunkle Pudding wird oft mit Brandy oder anderem Alkohol getränkt. In Großbritannien haben viele Familien ihre eigenen Rezepte, die regional jedoch variieren können.
Traditionell wurde der Christmas Pudding in einem Puddingtuch im Wasserbad gekocht. Spätestens seit Beginn des 20. Jahrhunderts wird er jedoch vorwiegend in einer Puddingform zubereitet. Der Pudding wird mancherorts bereits einige Wochen vor dem Weihnachtsfest, dort in der Regel am letzten Sonntag im November, zubereitet.
Aus der Puddingform oder dem Puddingtuch entnommen, wird er anschließend meist mit Brandy übergossen und am Tisch flambiert. Der Christmas Pudding wird häufig mit Brandy-Butter oder Custard als Beilagen serviert.

## Geschichte
Der Christmas Pudding hat seine Ursprünge im Mittelalter, fand aber erst im Viktorianischen Zeitalter (19. Jh.) seine heute übliche Form. In den 1940er Jahren fand eine Art Standardisierung statt: Nur solche Darreichungsformen durften sich Empire Christmas Pudding nennen, die mehr als 9 % Fett, 15 % Zucker und 40 % getrocknete Früchte enthielten. Eine Statistik des britischen Gesundheitsministeriums von 1952 stellte Plymouth als die Stadt heraus, die die meisten Christmas Puddings nach den neuen Vorgaben herstellte (1617) und importierte (1536).
Christmas Pudding wird auch Plumpudding genannt. Trotz dieses Namens enthielt das Gericht zunächst keine Pflaumen; früher wurden Rosinen und auch andere Trockenfrüchte als plum bezeichnet, daher der Name. Der Pudding war zunächst kein spezielles Weihnachtsessen. Er geht zurück auf ein Gericht namens Plum pottage, das aus zerkleinertem Rindfleisch oder Hammel, Zwiebeln und getrockneten Früchten bestand, angedickt mit Brotkrumen und verfeinert mit Gewürzen und Wein. Die Konsistenz war dickflüssig. Es handelte sich nicht um eine Nachspeise, sondern um den ersten Gang der Mahlzeit. Seit dem 16. Jahrhundert wurden Rosinen hinzugefügt und man ging dazu über, das Fleisch wegzulassen und durch Fett zu ersetzen. Plum pudding wurde zu einem Festmahl, das an Allerheiligen, Weihnachten und Neujahr auf den Tisch kam. Um 1670 wurde er Christmas pottage genannt. Eine einfache Variante hieß Plum duff und war eine Alltagsspeise.
Zur Zeit Oliver Cromwells und des Puritanismus gehörte dieser Pudding zu den weihnachtlichen Attributen, die in England offiziell verboten wurden.
Die heutige Version des Christmas Pudding ist größtenteils erst im 19. Jahrhundert entstanden. Er entwickelte sich damals zu einem kulinarischen Symbol des weltumspannenden britischen Empires mit zahlreichen Zutaten, insbesondere Gewürzen und Zucker, aus den Kolonien. Zur Popularisierung trug auch Charles Dickens bei:

“Hallo! A great deal of steam! The pudding was out of the copper. A smell like a washing-day! That was the cloth. A smell like an eating house, and a pastry cook's next door to each other, with a laundress's next door to that! That was the pudding. In half a minute Mrs Cratchit entered: flushed, but smiling proudly: with the pudding, like a speckled cannonball, so hard and firm, blazing in half of half-a-quartern of ignited brandy, and bedight with Christmas holly stuck into the top. Oh, a wonderful pudding!”

„Hallo! Eine ganze Menge Dampf! Der Pudding war aus dem Kupfertopf. Ein Geruch wie an einem Waschtag! Das war das Tuch. Ein Geruch wie in einem Speiselokal und einer Konditorei nebeneinander, und eine Wäscherei daneben! Das war der Pudding. Eine halbe Minute später kam Mrs. Cratchit herein: errötet, aber stolz lächelnd, mit dem Pudding, der wie eine gesprenkelte Kanonenkugel aussah, so hart und fest, die eine Hälfte in Flammen durch ein halbes Viertel angezündeten Branntweins und geschmückt mit einer Stechpalme, die in der Spitze steckte. Oh, ein wunderbarer Pudding!“

Übliche Zutaten sind Rinderfett, Zucker, Sirup (schwarzer Melassesirup aus Zuckerrohr), Rosinen, Brotkrumen, Eier, Gewürze und Alkohol, teilweise auch noch Mehl, kandierte Orangen- oder Zitronenschalen (Orangeat, Zitronat), Trockenfrüchte, wie z. B. Aprikosen und Feigen, geriebene Möhren oder Äpfel und Mandeln. Die Konsistenz ist ziemlich fest. Nach dem Kochen ist der Pudding bei Lagerung zwischen 4 und 7 °C ca. ein Jahr haltbar – in Abhängigkeit von der Zubereitungsart unter Umständen noch wesentlich länger: Am 22. Dezember 2015 wurde im englischen Nottingham ein bei einer Wohnungsauflösung entdeckter 46 Jahre alter Christmas Pudding nach fünfstündigem Dämpfen verspeist und vom Geschmack her als „toll“ beurteilt. Die Speise war zuvor mikrobiologisch untersucht und für unbedenklich befunden worden.